# Молин-ан-Керас
Моли́н-ан-Кера́с (фр. Molines-en-Queyras, окс. Molinas en Cairàs) — коммуна во Франции, находится в регионе Прованс — Альпы — Лазурный Берег. Департамент коммуны — Верхние Альпы. Входит в состав кантона Эгюий. Округ коммуны — Бриансон.
Код INSEE коммуны — 05077.

## Население
Население коммуны на 2008 год составляло 334 человека.
| 1962 | 1968 | 1975 | 1982 | 1990 | 1999 | 2008 |
| ---- | ---- | ---- | ---- | ---- | ---- | ---- |
| 219  | 244  | 288  | 375  | 336  | 322  | 334  |

## Экономика
В 2007 году среди 203 человек в трудоспособном возрасте (15—64 лет) 163 были экономически активными, 40 — неактивными (показатель активности — 80,3 %, в 1999 году было 74,8 %). Из 163 активных работали 158 человек (83 мужчины и 75 женщин), безработных было 5 (3 мужчин и 2 женщины). Среди 40 неактивных 6 человек были учениками или студентами, 20 — пенсионерами, 14 были неактивными по другим причинам.

## Фотогалерея
- Молин-ан-Кейра
- Молин-ан-Кейра (панорама)
- Церковь Сен-Ромен
- Карта коммуны